# 葉正
葉正（英語：Ip Ching，1936年7月7日—2020年1月25日），廣東南海人，中國武術家，擅詠春拳。詠春拳葉問宗師之次子。

## 生平

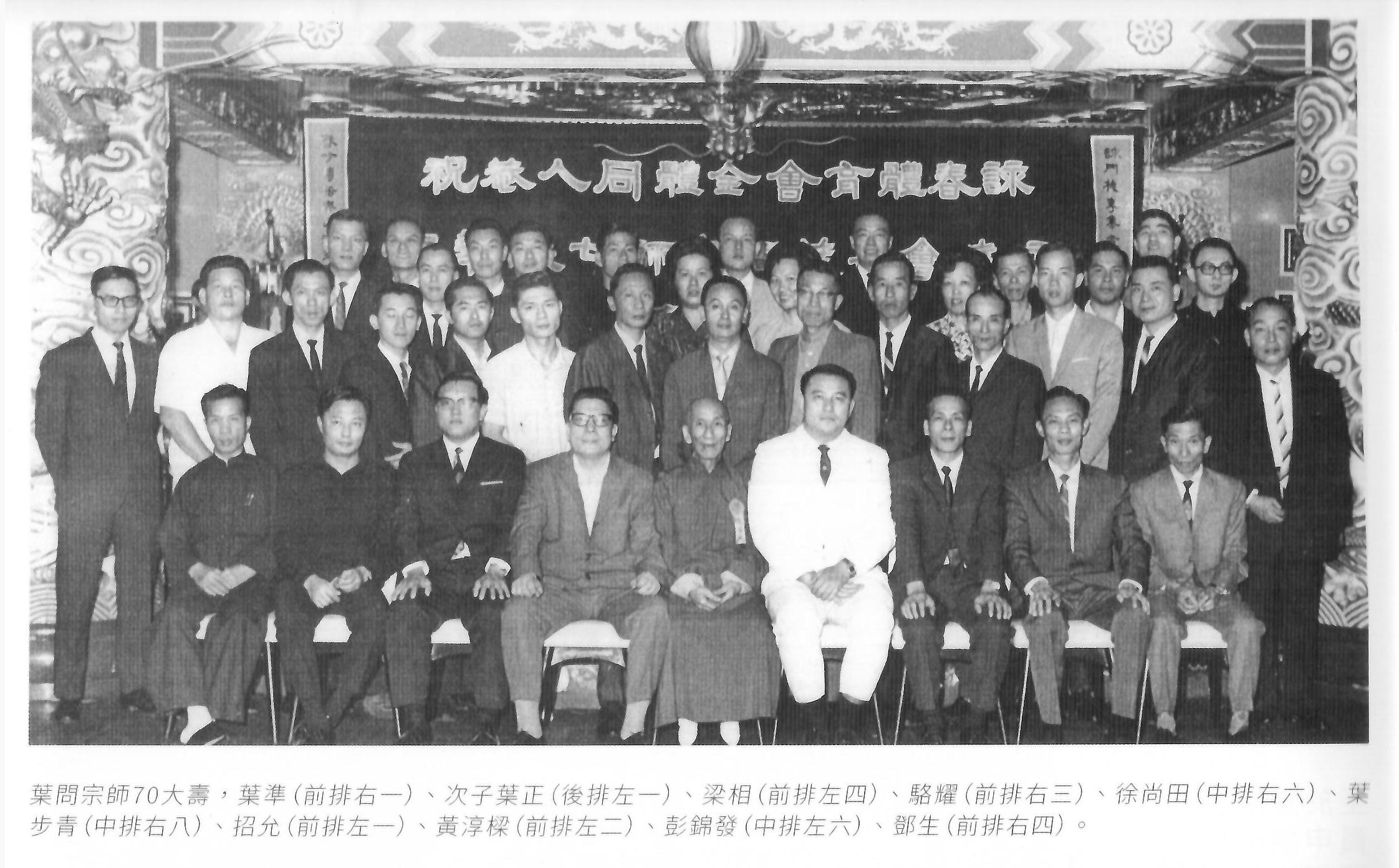
葉問宗師七十大壽合照，後排左一為葉正。

1936年，葉正出生於佛山市，葉問和妻子張永成的次子。1943年，7歲的叶正正式隨父葉問學習詠春拳。1949年，葉問前往香港。葉正與其母張永成、其兄葉準繼續留在佛山。
1962年，隨兄葉準前往香港，對於葉問隻身來港時棄家而不顧，且與上海女子相好並育有一名私生子（葉少華）相當不諒解。至此兩子常早上出門工作，晚上方才返家，與父親鮮少交流互動，只偶而相互切磋拳藝，並擔任其武館之助教。
1972年12月2日，葉問在旺角其寓所逝世，葉正離開武館，於新界蓝地開設工廠，並私下於家中個別教授他人詠春拳。1994年，退休，遂開始正式於詠春體育會所開之國術班授徒，及间中出外教授咏春拳。
2020年1月25日於香港逝世，終年83歲。

## 影視媒體形象

### 電影
- 葉問系列電影：王實在《葉問3》中飾演葉正；《葉問4：完結篇》中則由葉禾飾演。

## 外部連結
- 詠春葉正體育會 （页面存档备份，存于）
- 影武者‧ 葉問次子葉正專訪〔明周〕[永久]